# 有吉×巨人
『有吉×巨人』（ありよしきょじん）は、日本テレビで2019年・2020年に放送されていたトークバラエティ番組、且つプロ野球・読売ジャイアンツの情報番組であり、有吉弘行の冠番組。プロ野球シーズンとなる春から秋にかけて放送されていた。

## 概要
生粋の広島東洋カープファンでアンチ巨人の有吉弘行に、少しでも巨人のことを好きになってもらうべく、ジャイアンツグッズの溢れる和室のセットに、いろいろな巨人ファンがジャイアンツの魅力をプレゼンに現れる。
終盤、巨人の選手もVTRで有吉へメッセージを送るが、有吉の心はなかなか揺るがず、拒否反応のボールボタンを連打する。
第1シーズンは、2019年3月29日より9月13日まで、深夜不定期で放送され、また、12月28日には朝6時枠にて特別編『有吉×巨人 年末SP』が放送された、当回はテレビ岩手などの一部系列局にも同時ネットされた。
第2シーズンは『有吉×巨人 2020』と題し、2020年3月18日（17日深夜）より深夜不定期で放送された。
まれに、日曜夕方枠（16:55 - 17:25）にて再放送される場合もあった。
2021年は放送が行われず、当枠には事実上の後継番組として『スポーツ漫画みてぇな話』が不定期で放送されている。

## 出演者
- 有吉弘行 - 広島カープファンでアンチ巨人の番組MC

## 放送期間
第1シーズン
- 2019年3月29日 - 9月13日（深夜不定期、全12回）

第2シーズン
- 2020年3月18日 - 10月21日（深夜不定期、全12回）

## 放送リスト
| 2019年(第1シーズン) | 2019年(第1シーズン) | 2019年(第1シーズン)                                                        | 2019年(第1シーズン)        | 2019年(第1シーズン) | 2019年(第1シーズン) |
| 回                  | 放送日              | ゲスト                                                                     | VTRメッセージ              | 放送時間（JST）     |                     |
| ------------------- | ------------------- | -------------------------------------------------------------------------- | -------------------------- | ------------------- | ------------------- |
| 1                   | 3月29日             | レッド吉田 ヴィーナス（菅原亜未・平﨑妃菜・橋本なぎさ・仲岡沙優） ※2回のみ | 菅野智之                   | 1:35 - 2:05         |                     |
| 2                   | 4月12日             | レッド吉田 ヴィーナス（菅原亜未・平﨑妃菜・橋本なぎさ・仲岡沙優） ※2回のみ | 田口麗斗                   | 0:59 - 1:29         |                     |
| 3                   | 4月26日             | 神奈月 PATA(X JAPAN)※4回のみ 伊藤愛真※4回のみ                              | 岡本和真                   | 0:59 - 1:29         |                     |
| 4                   | 5月9日              | 神奈月 PATA(X JAPAN)※4回のみ 伊藤愛真※4回のみ                              | 吉川尚輝                   | 0:59 - 1:29         |                     |
| 5                   | 5月24日             | 塙宣之（ナイツ） はなわ                                                    |                            | 0:59 - 1:29         |                     |
| 6                   | 6月7日              | 塙宣之（ナイツ） はなわ                                                    | 増田大輝 村田修一 片岡治大 | 0:59 - 1:29         |                     |
| 7                   | 6月20日             | 井森美幸 蛯原哲、辻岡義堂、佐藤梨那(日本テレビアナウンサー)※8回のみ        | 阿部慎之助                 | 0:59 - 1:29         |                     |
| 8                   | 7月11日             | 井森美幸 蛯原哲、辻岡義堂、佐藤梨那(日本テレビアナウンサー)※8回のみ        | 亀井善行                   | 0:59 - 1:29         |                     |
| 9                   | 7月25日             | レッド吉田、神奈月、ナイツ スガモ智之 ※10回のみ                            |                            | 0:59 - 1:29         |                     |
| 10                  | 8月8日              | レッド吉田、神奈月、ナイツ スガモ智之 ※10回のみ                            |                            | 0:59 - 1:29         |                     |
| 11                  | 8月23日             | 田中裕二（爆笑問題) 中畑清 ※12回のみ                                       | 坂本勇人                   | 1:04 - 1:34         |                     |
| 12                  | 9月13日             | 田中裕二（爆笑問題) 中畑清 ※12回のみ                                       | 原辰徳                     | 0:59 - 1:29         |                     |
| SP                  | 12月28日 （年末SP） | ビビる大木、宮本和知、元木大介、レッド吉田                                 |                            | 6:00 - 7:00         |                     |

| 2020年(第2シーズン) | 2020年(第2シーズン) | 2020年(第2シーズン)                                                                 | 2020年(第2シーズン) | 2020年(第2シーズン) |
| 回                  | 放送日              | ゲスト                                                                              | 放送時間（JST）     |                     |
| ------------------- | ------------------- | ----------------------------------------------------------------------------------- | ------------------- | ------------------- |
| 13                  | 3月18日             | 大友康平（HOUND DOG） ダレノガレ明美 佐藤義朗(日本テレビアナウンサー) アルコ&ピース | 0:59 - 1:29         |                     |
| 14                  | 3月25日             | 大友康平（HOUND DOG） ダレノガレ明美 佐藤義朗(日本テレビアナウンサー) アルコ&ピース | 0:59 - 1:29         |                     |
| 15                  | 4月15日             | レッド吉田、小杉竜一（ブラックマヨネーズ）、小沢仁志 佐藤義朗                       | 0:59 - 1:29         |                     |
| 16                  | 4月26日             | ビビる大木、宮本和知、元木大介、レッド吉田                                          | 0:55 - 1:25         |                     |
| 17                  | 5月13日             | ビビる大木、宮本和知、元木大介、レッド吉田                                          | 0:59 - 1:29         |                     |
| 18                  | 6月17日             | レッド吉田、小杉竜一（ブラックマヨネーズ）                                          | 0:59 - 1:29         |                     |
| 19                  | 7月8日              | 塙宣之（ナイツ）、井戸田潤（スピードワゴン）、松陰寺太勇（ぺこぱ）                  | 0:59 - 1:29         |                     |
| 20                  | 7月15日             | 塙宣之（ナイツ）、井戸田潤（スピードワゴン）、松陰寺太勇（ぺこぱ）                  | 0:59 - 1:29         |                     |
| 21                  | 8月19日             | 小杉竜一（ブラックマヨネーズ）、後藤拓実（四千頭身）                                | 1:04 - 1:34         |                     |
| 22                  | 9月9日              | 小杉竜一（ブラックマヨネーズ）、後藤拓実（四千頭身）                                | 0:59 - 1:29         |                     |
| 23                  | 9月16日             | アルコ&ピース、ねづっち、ナイツ                                                     | 0:59 - 1:29         |                     |
| 24                  | 10月21日            | 塙宣之（ナイツ）                                                                    | 0:59 - 1:29         |                     |